# Ron Nelson
|  | «Ron Nelson» redirigeix aquí. Vegeu-ne altres significats a «Ron Nelson (desambiguació)». |

Ron Nelson (? – ?) fou un pilot de motocròs nord-americà, un dels pioners d'aquesta disciplina a Amèrica a finals de la dècada del 1960 i començaments de la de del 1970. Durant aquella època formà part del primer equip oficial de Montesa als EUA, juntament amb John DeSoto, i tots dos esdevingueren els primers americans a competir en el Campionat del Món de motocròs.
Resident al sud de Califòrnia, Nelson fou descobert per l'importador de Montesa a la zona, Kim Kimball, i aquest el va fitxar com a company de John DeSoto. Mentre que Ron Nelson pilotà sobretot la Montesa Cappra 360, DeSoto s'especialitzà en la 250 i tant l'un com l'altre dominaren les curses de les seves respectives categories, aconseguint-hi nombroses victòries. L'equip de Montesa destacà durant les primeres edicions de la Inter-AM, organitzada per Edison Dye des del 1967. A l'edició de 1968, DeSoto fou el millor americà en la categoria dels 250cc i Nelson, en la dels 500cc, la qual cosa equivalia llavors a guanyar oficiosament l'inexistent Campionat dels EUA de motocròs (el primer Campionat AMA es va disputar el 1972).
Durant la temporada de 1969, tant John DeSoto com Ron Nelson varen desplaçar-se a Europa per tal de seguir tot el Campionat del Món amb el suport oficial de Montesa i el patrocini de Kim Kimball i el seu amic Dan Gurney entre d'altres. Era la primera vegada que algun pilot nord-americà participava regularment al mundial de motocròs. Nelson participà també en la primera iniciativa duta a terme als EUA per a enviar una selecció nacional al Motocross des Nations. Juntament amb Russ Darnell i Dan Gurney, tots tres varen llançar una campanya de finançament d'un equip privat amb el suport de la revista Cycle News, però a manca d'una organització seriosa als EUA afiliada a la FIM (l'AMA encara no ho estava), l'empresa resultà massa feixuga i no reeixí.